# 3-メチルペンタン
3-メチルペンタンは、分子式C6H14を有する分岐アルカンである。3番目の炭素原子にメチル基が結合したペンタン鎖からなるヘキサンの構造異性体である。ペンタン鎖の2番目の炭素原子上にメチル基がある2-メチルペンタンと構造が類似ている。また2-メチルペンタンと同様に、3-メチルペンタンもキラル中心を持たないため、鏡像異性体も存在しない。